# Río Alcobilla
Río Alcobilla är ett vattendrag i Spanien.   Det ligger i provinsen Provincia de Ciudad Real och regionen Kastilien-La Mancha, i den centrala delen av landet, 140 km söder om huvudstaden Madrid.